# 아프가니스탄의 코로나19 범유행
다음은 아프가니스탄의 코로나19 범유행 현황에 대한 설명이다.
2019~20년 코로나바이러스 대유행은 2020년 2월 24일 헤라트의 지침 증례가 확인되면서 아프가니스탄으로 확산된 것으로 확인됐다.
6월 27일 현재 전국 34개 성 전체에서 1만694명이 회복되고 703명이 사망하는 등 양성반응이 3만616명이었다. 아프가니스탄에서는 카불주가 1만2546건으로 가장 많고 헤라트주가 4,719건으로 그 뒤를 이어 발흐주가 1,620건으로 그 뒤를 이었다.

## 배경

### 기원
세계보건기구(WHO)는 12일 2019년 12월 31일 처음 WHO의 주목을 받았던 중화인민공화국 후베이성 우한시의 한 집단에서 신종 코로나바이러스가 호흡기 질환의 원인임을 확인했다. 이 군단은 처음에 우한화난수산물도매시장과 연결되어 있었다. 그러나 실험실 확정 결과가 나온 그 첫 사례들 중 일부는 시장과 연관성이 없었고, 전염병의 근원은 알려져 있지 않다.
2003년 사스와 달리 COVID-19의 경우 치명률은 훨씬 낮았지만, 총 사망자 수가 상당할 정도로 감염 경로는 훨씬 더 컸다. COVID-19는 전형적으로 약 7일 정도의 독감과 유사한 증상을 보이며, 그 후 일부 사람들은 병원에 입원해야 하는 바이러스성 폐렴의 증상으로 발전한다. 3월 19일부터 COVID-19는 더 이상 "높은 결과 감염병"으로 분류되지 않았다.

### 이란과 파키스탄에서 온 대규모 귀환자
헤라트주의 이슬람 칼라 국경에서 2020년 3월, 이란 전역에서 발생한 발병으로 인해 적어도 15만 명의 아프간인들이 이란에서 돌아왔다. 한 달 동안 하루에 1000명이 넘는 사람들이 국경을 넘었다. 2020년 3월과 4월 사이에 헤라트 주에서 발생 건수가 200건을 넘어 급증했다. 차만과 토르캄 국경에서는 6만 명이 넘는 아프간인들이 사흘 만에 파키스탄에서 귀환했다.

## 같이 보기
- 아시아의 코로나19 범유행